# 分部光勝
分部 光勝（わけべ みつかつ）は、安土桃山時代の武士。

## 生涯

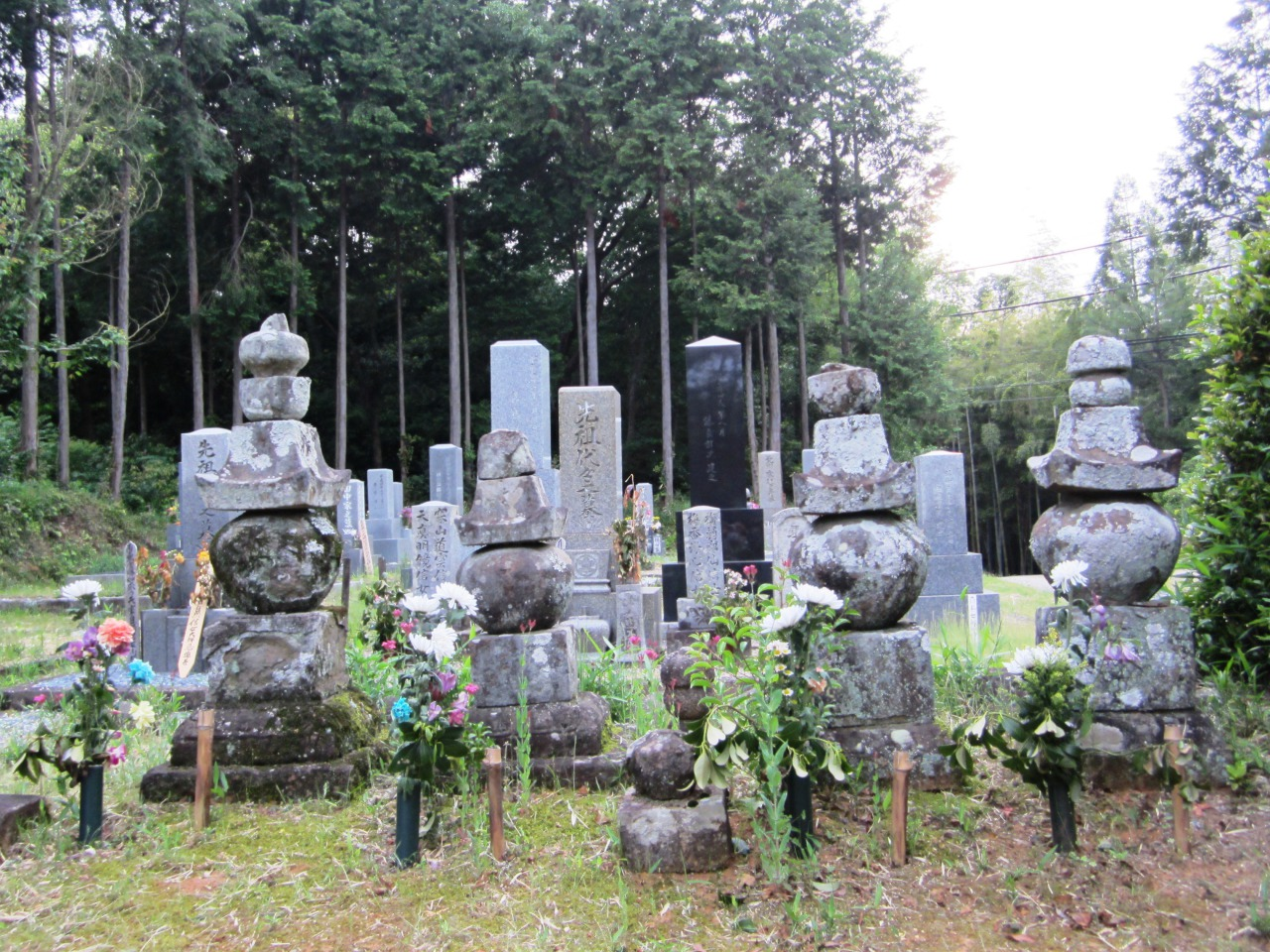
圓光寺にある分部一族の墓所。
左から光嘉、光勝（光嘉男）、万（光嘉室）、光高（光嘉養父）の墓。

元亀2年（1571年）、伊勢中山城主分部光嘉（のちに伊勢国上野藩初代藩主）の長男として、奄芸郡中山村（現在の三重県津市栗真中山町）に誕生。母は分部光高養女（分部光恒娘）。
分部家は長野家（長野工藤氏）に仕えた家である。織田信長に従った父とともに、一時期長野家を継いでいた信長の弟・織田信包（長野信良）に属し、その後は豊臣秀吉に仕えて、その馬廻となった。
慶長4年（1599年）3月29日、29歳で早世。光勝の甥（長野正勝の子）にあたる光信が分部家の嗣子となった。

## 備考
- 光嘉は早世した光勝の菩提を弔うため、光勝寺（津市河芸町上野、臨済宗妙心寺派）を創建した[3]。